# 新竹縣鄉道列表
新竹縣鄉道列表列出新竹縣鄉道的起終點與里程。於2012年12月12日交通部公告解編之路線於文末另立表格整理。
| 編號     | 路線名稱               | 起點行政區                 | 實際起點             | 起點連接道路                  | 終點行政區                | 實際終點                      | 終點連接道路                     | 里程   | 備註                              |
| -------- | ---------------------- | -------------------------- | -------------------- | ----------------------------- | ------------------------- | ----------------------------- | -------------------------------- | ------ | --------------------------------- |
| 竹1線    | 埔和－田厝             | 新豐鄉埔和村               | 後湖                 | 台15線                        | 新豐鄉鳳坑村              | 鳳鼻隧道北口                  | 台15線 · 台61線                  | 7.374  | [ C 1 ]                           |
| 竹1-1線  | 坡頭－坡頭漁港         | 新豐鄉新豐村 新豐鄉埔和村  | 埔和國小             | 竹1線                         | 新豐鄉坡頭村              | 坡頭漁港                      | 無                               | 0.934  | [ C 2 ]                           |
| 竹1-2線  | 坡頭－埔和             | 新豐鄉新豐村 新豐鄉埔和村  | 埔和國小             | 竹1線                         | 新豐鄉後湖村              | 後湖                          | 縣道117號                        | 3.764  | [ C 3 ]                           |
| 竹2線    | 新庄子－新湖口           | 新豐鄉重興村               | 成德街、新庄路路口     | 竹6線                         | 湖口鄉信勢村              | 新湖路、成功路路口            | 竹7線                            |        | [ C 4 ] [ E 1 ]                   |
| 竹2-1線  | 崁頭－圓山子           | 新豐鄉瑞興村               | 瑞興國小西南         | 竹2線                         | 新豐鄉福興村 新豐鄉後湖村 | 圓山子                        | 縣道117號                        | 3.624  |                                   |
| 竹3線    | 新庄子－山崎             | 新豐鄉重興村               | 新庄路、新市路路口     | 竹1線                         | 新豐鄉山崎村              | 新豐車站前                    | 台1線                            | 4.355  |                                   |
| 竹3-1線  | 崎頂－新豐             | 新豐鄉員山村               | 忠信街、建興路路口   | 竹3線                         | 新豐鄉員山村              | 忠信街、縱貫公路口            | 台1線                            | 1.333  |                                   |
| 竹4線    | 山腳－大眉             | 竹北市大眉里               | 鳳岡路、中華路路口   | 台1線                         | 竹北市尚義里              | 鳳岡路、蓮花路路口            | 竹73線                           | 4.679  | [ E 2 ]                           |
| 竹5線    | 坑子口－鳳山崎         | 新豐鄉上坑村               | 坑子口東北側         | 竹1線                         | 湖口鄉鳳山村              | 榮光路、勝利路路口            | 縣道117號                        | 7.047  | [ C 5 ]                           |
| 竹5-1線  | 坑子口－象鼻           | 新豐鄉上坑村               | 坑子口               | 竹5線                         | 新豐鄉重興村              | 象鼻橋東側                    | 竹3線                            | 1.378  |                                   |
| 竹6線    | 新庄子－波羅汶           | 新豐鄉重興村               | 新庄路、建興路路口     | 竹3線                         | 湖口鄉波羅村              | 波羅汶                        | 竹7線                            | 3.680  |                                   |
| 竹7線    | 新湖口－波羅汶         | 湖口鄉信勢村               | 成功路、達生路路口   | 縣道117號                     | 湖口鄉波羅村              | 成功路、新興路路口            | 台1線                            | 3.683  |                                   |
| 竹7-1線  | 新湖口－中番子湖       | 湖口鄉孝勢村               | 成功路、信全街路口   | 竹7線                         | 湖口鄉鳳凰村              | 湖口交流道北側 中山高涵洞南口 | 湖口鄉市區道路 （軍功路）        |        | [ C 6 ] [ E 1 ]                   |
| 竹8線    | 新湖口－長安           | 湖口鄉中勢村 湖口鄉中正村  | 中平路、達生路路口   | 縣道117號                     | 湖口鄉長嶺村              | 中平路、八德路路口            | 台1線                            | 4.362  |                                   |
| 竹9線    | 新豐－湖口交流道       | 湖口鄉鳳凰村               | 竹3-1線終點東北側    | 台1線                         | 湖口鄉鳳凰村              | 湖口交流道聯絡道南端點        | 湖口鄉市區道路 （光復路）        | 3.305  | [ C 7 ]                           |
| 竹10線   | 新湖口－四湖橋         | 湖口鄉愛勢村               | 民生街、達生路路口   | 縣道117號                     | 湖口鄉中勢村 湖口鄉愛勢村 | 新竹桃園邊界                  | 桃13線                           | 0.766  | [ C 8 ]                           |
| 竹11線   | 長安－汶水坑           | 湖口鄉長嶺村               | 長安                 | 台1線                         | 新埔鎮照門里              | 石門                          | 市道115號                        | 6.485  |                                   |
| 竹11-1線 | 北窩－照門             | 湖口鄉長安村               | 北窩路、南窩路路口   | 竹11線                        | 新埔鎮照門里              | 照門                          | 市道115號                        | 4.094  |                                   |
| 竹12線   | 中北勢－南窩尾         | 湖口鄉中正村               | 湖中路、中正路路口   | 縣道117號                     | 湖口鄉長安村              | 羊喜窩路、南窩路口            | 竹11-1線                         | 7.617  |                                   |
| 竹13線   |                        | 湖口鄉湖鏡村               | 八德路、湖新路口     | 台1線                         | 新埔鎮新民里              | 民生街、中正路路口            | 新埔鎮市區道路 （縣道118號舊線） |        | [ C 9 ] [ E 3 ] [ E 1 ]           |
| 竹13-1線 |                        | 新埔鎮北平里               | 太平窩尾             | 竹13線                        | 湖口鄉長安村              | 羊喜窩尾                      | 竹12線                           |        | [ C 9 ] [ E 3 ] [ E 1 ]           |
| 竹14線   | 下枋寮－新埔           | 竹北市泰平里 新埔鎮下寮里  | 義民橋               | 竹北市市區道路 （竹14線舊線） | 新埔鎮田新里              | 義民路、中正路路口            | 新埔鎮市區道路 （縣道118號舊線） | 5.576  | [ C 10 ]                          |
| 竹14-1線 | 上枋寮－北平           | 新埔鎮上寮里               | 上枋寮               | 竹14線                        | 新埔鎮南平里              | 北平大橋西南側                | 竹13線                           | 3.004  |                                   |
| 竹15線   |                        | 新埔鎮北平里               | 太平窩尾南側         | 竹13線                        | 新埔鎮照門里              | 箭竹窩南側                    | 市道115號                        |        | [ C 11 ] [ E 3 ] [ E 1 ]          |
| 竹16線   | 土地公埔－關西         | 新埔鎮文山里               | 關埔路、文山路路口   | 市道118號                     | 關西鎮西安里              | 中山路、正義路口              | 關西鎮市區道路 （正義路）        | 12.981 |                                   |
| 竹16-1線 | 坪林－東坑             | 關西鎮上林里               | 坪林國小             | 竹16線                        | 關西鎮上林里              | 東坑                          | 無                               | 1.643  |                                   |
| 竹18線   | 下南片－六福村         | 關西鎮南和里               | 下南片               | 竹16線                        | 關西鎮仁安里              | 新竹桃園邊界                  | 桃21線                           |        | [ C 12 ]                          |
| 竹18-1線 | 大東坑－大東坑尾       | 關西鎮東坑                 | 太平國小東北側       | 竹18線                        | 關西鎮東坑                | 大東坑尾                      | 竹18線                           | 5.139  |                                   |
| 竹20線   | 小茅埔－南坑           | 新埔鎮巨埔里               | 大茅埔橋東側         | 市道115號                     | 關西鎮東平里              | 新竹桃園邊界                  | 桃20線                           | 5.318  | [ C 13 ]                          |
| 竹21線   | 石岡子－芎林           | 關西鎮石光里               | 石岡子               | 市道118號                     | 芎林鄉文林村              | 文林路、文衡路路口            | 縣道123號                        | 8.377  |                                   |
| 竹22線   | 下斗崙－上山           | 竹北市新崙里               | 中華路、福興路口     | 台1線                         | 芎林鄉上山村              | 田洋                          | 縣道123號                        |        | [ C 14 ] [ E 3 ] [ E 1 ]          |
| 竹24線   |                        | 芎林鄉新鳳村               | 五股林               | 縣道123號                     | 芎林鄉新鳳村              | 柯子林                        | 縣道123號                        | 4.610  | [ C 15 ] [ E 3 ] [ E 1 ]          |
| 竹25線   | 南新－鹿寮坑           | 關西鎮南新里               | 南華橋               | 台3線                         | 芎林鄉華龍村              | 鹿寮坑                        | 竹26線                           | 8.684  | [ C 16 ]                          |
| 竹26線   |                        | 芎林鄉秀湖村               | 富林路、五和街路口   | 縣道120號                     | 橫山鄉沙坑村              | 沙坑農路、中豐路口            | 台3線                            |        | [ C 17 ] [ C 18 ] [ E 3 ] [ E 1 ] |
| 竹27線   | 六福村－關西           | 關西鎮仁安里               | 六福村               | 竹18線                        | 關西鎮北斗里 關西鎮西安里 | 光明路、正義路路口            | 市道118號                        | 4.331  |                                   |
| 竹28線   | 關西－大竹坑           | 關西鎮東安里               | 中山東路、中豐新路口 | 台3線                         | 關西鎮東山里              | 大竹坑                        | 無                               | 7.066  |                                   |
| 竹28-1線 | 下三屯－上三屯         | 關西鎮東安里               | 青山街、中豐新路口   | 台3線                         | 關西鎮東安里              | 新竹桃園邊界                  | 桃29線                           | 4.954  | [ C 19 ]                          |
| 竹29線   | 錦山－曲窩             | 關西鎮錦山                 | 錦山大橋             | 市道118號                     | 關西鎮錦山                | 田莊一號橋                    | 無                               | 2.249  |                                   |
| 竹30線   | 燥坑－沙坑             | 關西鎮東光里               | 東光國小             | 台3線                         | 橫山鄉沙坑村              | 沙坑                          | 台3線                            | 14.863 | [ C 20 ]                          |
| 竹30-1線 | 玉山－錦山             | 關西鎮玉山里                 | 玉山東南側           | 竹30線                        | 關西鎮金山里                | 馬武督                        | 市道118號                        | 3.488  | [ C 2 ]                           |
| 竹31線   | 八十分－十分寮         | 橫山鄉福興村               | 活動中心             | 竹30線                        | 橫山鄉力行村              | 合興                          | 台3線                            | 2.081  |                                   |
| 竹32線   | 南河－馬福             | 橫山鄉力行村               | 富貴車站             | 縣道120號                     | 橫山鄉福興村              | 馬福                          | 竹30線                           | 4.856  |                                   |
| 竹33線   | 新庄子－紙寮             | 橫山鄉橫山村               | 新庄街、中豐路路口     | 台3線                         | 橫山鄉田寮村              | 紙寮對岸                      | 無                               | 5.189  | [ C 21 ]                          |
| 竹34線   | 頭份林－新庄子           | 橫山鄉豐田村               | 大山背               | 竹35線                        | 橫山鄉橫山村              | 新庄街、田洋街、橫山街路口      | 竹33線                           | 5.921  | [ E 4 ] [ E 5 ]                   |
| 竹35線   | 橫山－瑞峰             | 橫山鄉新興村               | 仁愛街、新興街路口   | 橫山鄉市區道路 （台3線舊線）  | 竹東鎮瑞峰里              | 瑞昌大橋                      | 縣道122號                        | 11.363 |                                   |
| 竹35-1線 | 騎龍－頭份林           | 橫山鄉南昌村               | 騎龍西南側           | 竹35線                        | 橫山鄉橫山村              | 橫豐產業道路、橫山街路口      | 竹34線                           | 7.626  | [ E 4 ]                           |
| 竹36線   |                        | 芎林鄉石潭村               | 福昌街、竹林路口     | 縣道123號                     | 關西鎮上林里 芎林鄉永興村 | 下橫坑山北側                  | 無                               |        | [ C 18 ] [ E 3 ] [ E 1 ]          |
| 竹37線   |                        | 竹東鎮東華里 竹東鎮南華里  | 康寧街、東寧路口     | 縣道122號                     | 竹東鎮瑞峰里              | 五指山入口                    | 縣道122號                        |        | [ C 22 ] [ E 3 ] [ E 1 ]          |
| 竹37-1線 |                        | 竹東鎮瑞峰里               | 五指山               | 竹37線                        | 北埔鄉外坪村              | 新竹苗栗縣界                  | 苗21-1線                         |        | [ C 22 ] [ E 3 ] [ E 1 ]          |
| 竹38線   | 赤柯坪註－埔尾         | 峨眉鄉石井村               | 石井                 | 台3線                         | 北埔鄉埔尾村              | 埔尾橋                        | 竹83線                           | 5.919  | 赤柯坪應為石井之誤                |
| 竹39線   |                        | 北埔鄉南興村               | 大湖路、公園街路口   | 北埔鄉市區道路 （公園街）     | 竹東鎮軟橋里 竹東鎮員崠里 | 軟橋、員崠中間                | 縣道122號                        |        | [ C 23 ] [ E 3 ] [ E 1 ]          |
| 竹39-1線 |                        | 北埔鄉大湖村               | 順興橋               | 竹39線                        | 北埔鄉南興村              | 城門街、南興街路口            | 竹37線                           |        | [ C 23 ] [ E 3 ] [ E 1 ]          |
| 竹40線   | 新城－二重埔           | 寶山鄉新城村               | 新豐橋               | 竹47線                        | 竹東鎮二重里              | 學府路、中興路路口            | 縣道122號                        | 15.041 | [ C 24 ]                          |
| 竹41線   | 峨眉－縣界             | 峨眉鄉峨眉村               | 峨眉街、中豐公路口   | 台3線                         | 峨眉鄉七星村              | 新竹苗栗縣界                  | 苗20-2線                         |        | [ C 25 ] [ E 3 ] [ E 1 ]          |
| 竹42線   |                        | 北埔鄉水磜村               | 面盆寮               | 竹37線                        | 北埔鄉大湖村              | 綠世界生態農場                | 無                               |        | [ C 26 ] [ E 3 ] [ E 1 ]          |
| 竹43線   | 雙溪－富興             | 寶山鄉雙溪村               | 寶山分駐所           | 竹47線                        | 峨眉鄉富興村              | 焿寮坑東側                    | 台3線                            | 12.934 |                                   |
| 竹43-1線 | 三峰－石井             | 寶山鄉油田村               | 寶山峨眉鄉界         | 竹43線                        | 峨眉鄉石井村              | 石井                          | 台3線                            | 2.223  |                                   |
| 竹45線   | 上大壢－大分林         | 寶山鄉山湖村               | 山仙路、新湖路路口   | 竹40線                        | 北埔鄉大林村              | 大林橋南側                    | 竹37線                           | 10.461 | [ C 27 ]                          |
| 竹46線   | 水仙崙－沙湖壢         | 寶山鄉大崎村               | 水仙路、寶山路路口   | 竹83線起點                    | 寶山鄉寶山村 寶山鄉山湖村 | 沙湖壢南側                    | 竹40線                           | 3.026  | [ C 28 ]                          |
| 竹47線   |                        | 寶山鄉大崎村               | 雙園路、園區三路口   | 竹科園區道路 （園區三路）     | 寶山鄉寶斗村              | 新竹苗栗縣界                  | 苗2-3線                          |        | [ C 29 ] [ C 30 ] [ E 3 ] [ E 1 ] |
| 竹47-1線 | 水尾－南隘             | 寶山鄉雙溪村               | 水尾溝橋             | 竹47線                        | 寶山鄉深井村              | 石秀橋                        | 竹84線                           | 7.177  |                                   |
| 竹47-2線 |                        | 寶山鄉雙新村               | 環南路、寶新路路口   | 竹47線                        | 寶山鄉雙溪村              | 環南路、三峰路路口            | 竹43線                           |        | [ C 31 ] [ E 3 ] [ E 1 ]          |
| 竹48線   | 關東橋－下山           | 竹東鎮頭重里               | 竹中路、中興路路口   | 縣道122號                     | 竹北市東海里              | 中正大橋東端                  | 縣道120號                        | 3.986  | [ C 32 ]                          |
| 竹49線   | 赤柯坪－峨眉           | 峨眉鄉石井村               | 湖光大橋             | 台3線                         | 峨眉鄉峨眉村              | 福基大橋東端                  | 竹41線                           | 5.972  | [ C 33 ]                          |
| 竹54線   | 舊港－馬林厝           | 竹北市白地里 竹北市新庄里  | 港安街、中正西路路口 | 市道118號                     | 竹北市新社里              | 新興路、中正西路口            | 市道118號                        | 6.584  | [ 2 ] [ C 34 ] [ C 35 ]           |
| 竹54-2線 | 溝貝－溪州             | 竹北市聯興里               | 新興路181巷口        | 竹54線                        | 竹北市溪州里              | 水利大橋                      | 新竹市市區道路 （湳雅街）        | 1.909  |                                   |
| 竹58線   | 新樂－水田             | 尖石鄉新樂村               | 新樂大橋             | 縣道120號                     | 尖石鄉新樂村 關西鎮錦山里 | 馬武督山西南側                | 關西鎮內山路 （六曲窩道路）      | 6.450  | [ 2 ] [ C 36 ]                    |
| 竹59線   | 義興－馬胎             | 尖石鄉義興村               | 義興大橋             | 縣道120號                     | 尖石鄉義興村              | 跨油羅溪支流橋梁              | 無                               | 7.580  | [ 2 ] [ C 37 ]                    |
| 竹60線   | 尖石－鎮西堡           | 尖石鄉嘉樂村               | 尖石岩               | 縣道120號                     | 尖石鄉秀巒村              | 下鎮西堡                      | 無                               | 49.024 | [ 2 ] [ C 38 ]                    |
| 竹60-1線 | 下宇老－泰平           | 尖石鄉秀巒村               | 玉峰道路、秀鑾道路口 | 竹60線                        | 尖石鄉玉峰村              | 新竹桃園邊界                  | 桃113線                          | 14.357 | [ C 2 ]                           |
| 竹61線   |                        | 尖石鄉梅花村               | 天打那               | 竹62線                        | 尖石鄉梅花村              | 梅花國小                      | 竹62線                           | 3.5    | [ C 39 ] [ E 3 ] [ E 1 ]          |
| 竹62線   |                        | 五峰鄉大隘村               | 五峰大橋             | 縣道122號                     | 尖石鄉錦屏村              | 錦屏大橋                      | 竹60線                           | 20     | [ C 40 ] [ C 41 ] [ E 6 ]         |
| 竹63線   | 花園派出所－羅山派出所 | 五峰鄉花園村               | 花園派出所附近       | 竹62線                        | 五峰鄉竹林村              | 羅山派出所前                  | 竹林村山路                       | 7.900  | [ 3 ] [ C 41 ] [ C 42 ]           |
| 竹67線   |                        | 北埔鄉外坪村               | 五指山西南側         | 竹37-1線                      | 五峰鄉桃山村              | 土場                          | 縣道122號                        |        | [ C 43 ]                          |
| 竹69線   | 間橋－牛欄河           | 關西鎮仁安里               | 桃園新竹縣界         | 桃69線                        | 關西鎮仁安里              | 鹹菜硼橋                      | 關西鎮一般道路 （台3線舊線）     | 2.333  | [ C 44 ]                          |
| 竹71線   | 蕭厝－照門             | 新埔鎮清水里                 | 桃園新竹縣界         | 桃71線                        | 新埔鎮照門里              | 照門                          | 市道115號                        |        | [ C 45 ] [ E 1 ]                  |
| 竹73線   | 山腳－舊港             | 竹北市尚義里               | 羊寮港               | 台15線 · 台61線               | 竹北市白地里              | 長青路、中正西路口            | 市道118號                        |        | [ C 46 ] [ E 1 ]                  |
| 竹81線   |                        | 峨眉鄉富興村               | 峨眉湖牌樓           | 竹43線                        | 峨眉鄉七星村              | 獅山                          | 竹41線                           |        | [ C 47 ]                          |
| 竹82線   |                        | 寶山鄉雙溪村               | 環北路、雙園路路口   | 竹47線                        | 寶山鄉雙新村              | 明湖路、雙園路、寶新路口      | 竹47線                           |        | [ C 48 ] [ C 30 ]                 |
| 竹83線   | 水仙崙－埔尾           | 寶山鄉大崎村               | 水仙路、寶山路路口   | 竹46線起點                    | 北埔鄉埔尾村              | 中山路、仁愛路口              | 台3線                            |        | [ C 49 ] [ E 1 ]                  |
| 竹84線   | 虎頭山－新城           | 寶山鄉深井村               | 竹市竹縣縣市界       | 新竹市市區道路 （南隘路）     | 寶山鄉新城村              | 新城橋                        | 竹47線                           | 2.401  | [ C 50 ]                          |
| 竹85線   | 深井村－南山           | 寶山鄉深井村、香山區南隘里 | 新竹縣、新竹市界     | 香山區市區道路（南湖路）      | 寶山鄉寶斗村、新城村      | 新珊路、新珊二路路口          | 竹47線                           | 5.615  | [ 4 ] [ C 51 ]                    |
| 竹107線  | 新湖橋－圓山子         | 新豐鄉福興村               | 桃園新竹縣界         | 桃107線                       | 湖口鄉和興村              | 圓山子                        | 縣道117號                        |        | [ C 52 ] [ E 1 ]                  |
| 竹109線  | 社子村－新湖口         | 湖口鄉東興村               | 桃園新竹縣界         | 桃109線                       | 湖口鄉愛勢村              | 中山路、信全街路口            | 竹7-1線                          |        | [ C 53 ] [ E 1 ]                  |

## 2012年至今解編鄉道列表
- 根據2012年交通部公告[5]以及2013年新竹縣國省縣鄉道路圖。

| 編號     | 路線名稱         | 起點行政區                | 實際起點           | 起點連接道路                | 終點行政區   | 實際終點             | 終點連接道路                     | 里程  | 備註     |
| -------- | ---------------- | ------------------------- | ------------------ | --------------------------- | ------------ | -------------------- | -------------------------------- | ----- | -------- |
| 竹14-2線 | 新埔－樟樹林     | 新埔鎮新埔里              | 上樟路一段路口     | 新埔鎮市區道路 （成功街）   | 新埔鎮旱坑里   | 上樟樹林             | 無                               | 1.483 |          |
| 竹17線   | 豆子埔－界址     | 竹北市竹北里              | 十興路、中山路路口 | 市道118號                   | 竹北市東興里 | 舊十興路、嘉興路路口 | 竹北市市區道路 （縣道117號舊線） | 1.662 |          |
| 竹19線   | 樟樹林－五分埔   | 新埔鎮四座里              | 四座屋             | 市道115號                   | 新埔鎮五埔里 | 霄裡橋               | 市道118號                        | 1.826 |          |
| 竹23線   | 崁下－豆子埔     | 芎林鄉上山村              | 崁下               | 頭前溪堤防                  | 竹東鎮陸豐里 | 陸豐里集會所         | 芎林堤防                         | 3.182 |          |
| 竹24-1線 | 五股林－倒別牛   | 芎林鄉新鳳村 芎林鄉芎林村 | 五股林             | 縣道123號                   | 芎林鄉新鳳村 | 倒別牛               | 竹24線                           | 2.174 |          |
| 竹27-1線 | 拱子溝尾－牛欄河 | 關西鎮仁安里              | 拱子溝             | 竹27線                      | 關西鎮仁安里 | 仁安集會所           | 竹69線                           | 2.840 |          |
| 竹37-2線 | 九分子－小南坑   | 北埔鄉南坑村              | 小南坑、大坪路路口 | 竹37線                      | 北埔鄉南坑村 | 小南坑               | 無                               | 1.205 |          |
| 竹37-3線 | 外大坪－大南坑   | 北埔鄉南坑村              | 南坑口             | 竹37線                      | 北埔鄉南坑村 | 大南坑               | 無                               | 2.558 |          |
| 竹37-4線 | 六股－五指山     | 北埔鄉外坪村              | 六股               | 竹37線                      | 北埔鄉外坪村 | 五指山               | 無                               | 3.493 |          |
| 竹40-1線 | 火燒崙－油田     | 寶山鄉三峰村              | 洽水口             | 竹43線                      | 寶山鄉油田村 | 老茶亭               | 竹40線                           | 2.907 |          |
| 竹44線   | 三叉凸－寶山     | 寶山鄉油田村              | 五化               | 竹40線                      | 寶山鄉油田村 | 芎蕉窩南側           | 竹43線                           | 4.272 |          |
| 竹53線   | 竹北－溪州       | 竹北市聯興里              | 溝貝街、水防道路口 | 竹北市市區道路 （水防道路） | 竹北市溪州里 | 溪州路246巷口        | 竹54-2線                         | 3.391 | [ C 34 ] |
| 竹54-1線 | 麻園－下溪洲     | 竹北市麻園里              | 麻園橋、白地街路口 | 竹54線                      | 竹北市新里   | 竹縣竹市縣市界       | 新竹市一般道路                   | 1.673 |          |

### 勘誤
1. 1 2 3 4 5 6 7 8 9 10 11 12 13 14 15 16 17 18 19 20 21 22 23  依據2013年新竹縣政府國省縣鄉道路線圖修正資料，修正後里程待查證。
2. ↑  公路總局資料及新竹縣政府路線圖均將竹4線起終點錯置，實際起點位於大眉，終點位於山腳。
3. 1 2 3 4 5 6 7 8 9 10 11 12 13 14 15 16  依據2013年新竹縣政府國省縣鄉道路線圖修正資料，修正後路線名稱待查證。
4. 1 2  公路總局資料將起終點錯置。
5. ↑  起點名稱應改為「大山背」。
6. ↑  目前起終點已互換，和2013年新竹縣政府路線圖不同。
7. ↑  該區域實施都市計畫重劃後，十興路已改線，原竹17線終點路口現已不存，位置大約位於現嘉興路與十興一街路口。

### 補充說明
1. ↑  原「田厝－山腳」路段解編。該路段亦為台15線舊線。
2. 1 2 3  近年新增路線。
3. ↑  由原竹1-1線改編而來。
4. ↑  依據2013年新竹縣政府路線圖，終點縮至竹7線新線(湖口鄉成功路)路口。
5. ↑  「平頂厝－鳳山崎」路段併入。
6. ↑  「崩坡缺－中番子湖」路段併入；依據2013年新竹縣政府路線圖，調整起點以銜接竹7線新線。
7. ↑  原「新湖口－鳳山」路段解編。
8. ↑  由跨縣鄉道竹桃10線改編而來。
9. 1 2  依據2013年新竹縣政府路線圖，原竹13線「羊喜窩尾－太平窩」路段與竹13-1線全線編號互換。
10. ↑  原「下斗崙－下枋寮」路段解編。
11. ↑  依據2013年新竹縣政府路線圖，起點延伸至竹13線路口。
12. ↑  由跨縣鄉道竹桃18線改編而來。另依據2013年新竹縣政府路線圖，起點延伸至竹16線路口。
13. ↑  由跨縣鄉道竹桃20線改編而來。
14. ↑  原「豆子埔－東興」路段解編。另依據2013年新竹縣政府路線圖，納入縣道120號下斗崙至東興舊線，改以縣道120號舊線起點為新起點。
15. ↑  依據2013年新竹縣政府路線圖，將竹24線與支線竹24-1線整併為一條環狀路線，新路線起點為原竹24-1線起點，終點為原竹24線起點；並解編原竹24線於環狀路線以外之盲腸線。
16. ↑  原「鹿寮坑－龍華」路段解編。
17. ↑  原「大平地－玉山」路段解編。
18. 1 2  依據2013年新竹縣政府路線圖，竹26線起點縮至與縣道120號岔路口，竹36線併入竹26線小部分舊線後起點延伸至縣道123號路口。
19. ↑  由跨縣鄉道竹桃28-1線改編而來。
20. ↑  「玉山－沙坑」路段併入。
21. ↑  「田寮坑－紙寮」路段併入。
22. 1 2  依據2013年新竹縣政府路線圖，竹37線起點延伸至竹東鎮接縣道122號，於五指山併入原竹37-4線全線後接回縣道122號；竹37線原有4條支線全部解編，並重編竹37-1新線，起點在五指山接竹37線，終點位於竹苗縣界。
23. 1 2  依據2013年新竹縣政府路線圖，竹39線東段與竹39-1線全線編號互換。
24. ↑  「沙湖壢－二重埔」路段併入。
25. ↑  依據2013年新竹縣政府路線圖，於峨眉市區段改線。
26. ↑  依據2013年新竹縣政府路線圖本線延長，併入綠世界生態農場聯外道路。
27. ↑  「南埔－大分林」路段併入。
28. ↑  原「沙湖壢－二重埔」路段解編。
29. ↑  原由跨縣鄉道竹苗47線改編而來。
30. 1 2  依據2013年新竹縣政府路線圖，竹82線重編為寶山鄉市區北側環狀路線，竹47線併入原竹82線部分路段後，起點延伸至園區三路口。
31. ↑  依據2013年新竹縣政府路線圖，原線全部解編並重編新線。
32. ↑  「麻園肚－下山」路段併入。
33. ↑  「十四寮－峨眉」路段併入。
34. 1 2  依據2013年新竹縣政府路線圖，竹53線全線解編，竹54線併入原竹53線部分路段後延伸至縣道118號路口。
35. ↑  2023年10月2日，交通部公告調整竹54線路線。
36. ↑  原路線終點位於水田大橋北端。2023年10月2日，交通部公告竹58線路線往西沿水田道路延伸至尖石鄉與關西鎮界處止。
37. ↑  原路線終點位於嘉興國小義興分校附近。2023年10月2日，交通部公告竹59線路線沿油羅溪支流右岸延伸至無名橋梁止。
38. ↑  原路線終點位於新光。2023年10月2日，交通部公告竹60線路線沿鎮西堡周邊道路至下鎮西堡止。
39. ↑  依據2013年新竹縣政府路線圖，延長至梅花國小接回竹62線。
40. ↑  「天打那－天湖」路段併入。
41. 1 2  依據2013年新竹縣政府路線圖，竹63線全線解編，竹62線併入原竹63線部分路段後延伸至五峰大橋接縣道122號。
42. ↑  2023年9月20日，交通部公告新增竹63線：起點位於新竹縣五峰鄉花園派出所旁（銜接鄉道竹62線），路線往南沿羅山道路至羅山派出所與竹林衛生所前止。
43. ↑  於2013年新竹縣政府路線圖方出現之新路線，於五峰鄉境路段又稱「隘蘭聯絡道路」或「白蘭產業道路」。
44. ↑  由跨縣鄉道桃竹69線改編而來。
45. ↑  由跨縣鄉道桃竹71線改編而來，依據2013年新竹縣政府路線圖，本線延伸至縣道115號新線路口。
46. ↑  由台15線舊線改編而來，依據2013年新竹縣政府路線圖，原與縣道118號交岔路口以西路段已併入縣道118號。
47. ↑  原由跨縣鄉道苗竹18線改編而來，依據2013年新竹縣政府路線圖，本線延伸至獅山接竹41線。
48. ↑  原由跨縣鄉道市竹12線改編而來。
49. ↑  由跨縣鄉道市竹3線改編而來。
50. ↑  由跨縣鄉道苗市竹4線改編而來。
51. ↑  由跨縣鄉道市竹15線改編而來。依據2013年新竹縣政府路線圖，竹85線全線解編。2023年9月8日，交通部公告新增竹85線：自新竹縣寶山鄉深井村南湖路（新竹縣市交界處）經東方之星高爾夫球場至終點新珊二路（鄉道竹47線8k+125處）。
52. ↑  由跨縣鄉道桃竹107線改編而來，依據2013年新竹縣政府路線圖，本線延伸至縣道117號新線路口。
53. ↑  由跨縣鄉道桃竹109線改編而來，依據2013年新竹縣政府路線圖，本線延伸至竹7-1線路口。

### 主管機關公告
1. ↑  《新竹縣峨眉鄉行政區域圖》，內政部，2007年5月
2. 1 2 3 4  . 中華民國交通部公告發布令. 交路字第1125030662號. 中華民國交通部. 2023-10-02  [2024-09-09]. （原始内容存档于2024-09-09）.
3. ↑  . 中華民國交通部公告發布令. 交路字第1125030078號. 中華民國交通部. 2023-09-20  [2024-09-09]. （原始内容存档于2024-01-13）.
4. ↑   (PDF). 中華民國交通部公告發布令. 交路字第11250129471號. 中華民國交通部. 2023-09-08  [2024-09-09]. （原始内容存档 (PDF)于2024-09-09）.
5. ↑  . 中華民國交通部公告發布令. 交路字第1010416149號. 中華民國交通部. 2012-12-12  [2024-09-09].